# Feliksin (Mazovie)
Pour les articles homonymes, voir Feliksin.
Feliksin (prononciation : [fɛˈlikɕin]) est un village polonais de la gmina de Garwolin dans le powiat de Garwolin de la voïvodie de Mazovie dans le centre-est de la Pologne.
Il se situe à environ 7 kilomètres au sud de Garwolin (siège du powiat) et à 59 kilomètres au sud-est de Varsovie (capitale de la Pologne).
Le village possède approximativement une population de 130 habitants en 2006.

## Histoire
De 1975 à 1998, le village appartenait administrativement à la voïvodie de Siedlce.